# Ikkemetal
 Denne artikel bør gennemlæses af en person med fagkendskab for at sikre den faglige korrekthed.

Ikkemetaller er grundstoffer som er isolatorer i kondenseret tilstand (fast stof eller væske). De fleste ikkemetaller er imidlertid gasser. De har forholdsvis høj elektronnegativitet (giver ikke så let sine elektroner fra sig), og med undtagelse af brint befinder de sig i øvre højre del af det periodiske system og adskilles fra metallerne med en diffus skrå linje bestående af halvmetaller. Bortset fra vand (H2O), som er neutralt, er oxider af ikkemetaller sure – f.eks. karbondioxid (danner kulsyre i vand), nitrogendioxid (danner salpetersyre) og svovltrioxid (danner svovlsyre). 
Følgende faste stoffer og gasser hører til ikkemetallerne:
| Gruppe (hovedgruppe) | 1 (I) | 14 (IV) | 15 (V)   | 16 (VI) |
| -------------------- | ----- | ------- | -------- | ------- |
| 1. periode           | brint |         |          |         |
| 2. periode           |       | kulstof | kvælstof | ilt     |
| 3. periode           |       |         | fosfor   | svovl   |
| 4. periode           |       |         |          | selen   |

Ikkemetallerne, halogenerne og ædelgasserne udgør mindre end en 1/4 af grundstofferne, men mere end 3/4 af stofmængden på Jorden. Resten er (halv)metaller.